# IV-divisioona 2015
La IV-divisioona 2015 è stata la 2ª edizione del campionato di football americano di quinto livello (giocato a 7 giocatori), organizzato dalla SAJL.
Gli Hyvinkää Falcons si sono ritirati prima dell'inizio del campionato.

## Squadre partecipanti
| Club                     | Città      | Stadio | Sponsor ufficiale | Risultato nella stagione 2014 |
| ------------------------ | ---------- | ------ | ----------------- | ----------------------------- |
| Helsinki Wolverines Pink | Helsinki   |        |                   |                               |
| Hyvinkää Falcons         | Hyvinkää   |        |                   |                               |
| Joensuu Wolves           | Joensuu    |        |                   |                               |
| Malmi Blaze              | Helsinki   |        |                   |                               |
| Milky City Farmers       | Kiuruvesi  |        |                   |                               |
| Rusko Mayhem             | Rusko      |        |                   |                               |
| Savonlinna Towers        | Savonlinna |        |                   |                               |

## Stagione regolare

### Calendario

#### 1ª giornata (Torneo di Helsinki)
| Espoo 9 maggio 2015, ore 10:30 | Helsinki Wolverines Pink | 0 – 26 | Rusko Mayhem | Keski-Espoon Urheilupuisto |

| Espoo 9 maggio 2015, ore 12:30 | Rusko Mayhem | 38 – 6 | Milky City Farmers | Keski-Espoon Urheilupuisto |

| Espoo 9 maggio 2015, ore 14:30 | Milky City Farmers | 13 – 30 | Helsinki Wolverines Pink | Keski-Espoon Urheilupuisto |

#### 2ª giornata (Torneo di Joensuu)
| Joensuu 24 maggio 2015, ore 13:00 | Joensuu Wolves | 46 – 16 | Savonlinna Towers |  |

| Joensuu 24 maggio 2015, ore 14:30 | Savonlinna Towers | 24 – 46 | Helsinki Wolverines Pink |  |

| Joensuu 24 maggio 2015, ore 16:00 | Helsinki Wolverines Pink | 22 – 6 | Joensuu Wolves |  |

#### 3ª giornata (Torneo di Kiuruvesi)
| Kiuruvesi 6 giugno 2015 | Milky City Farmers | 8 – 32 | Malmi Blaze |  |

| Kiuruvesi 6 giugno 2015 | Malmi Blaze | 18 – 14 | Joensuu Wolves |  |

| Kiuruvesi 6 giugno 2015 | Joensuu Wolves | 40 – 0 | Milky City Farmers |  |

#### 4ª giornata (Torneo di Rusko)
| Rusko 13 giugno 2015 | Rusko Mayhem | 50 – 0 | Joensuu Wolves |  |

#### 5ª giornata (Torneo di Malmi)
| Helsinki 4 luglio 2015 | Helsinki Wolverines Pink | 6 – 36 | Malmi Blaze |  |

#### 6ª giornata (Torneo di Savonlinna)
| Savonlinna 11 luglio 2015 | Savonlinna Towers | 20 – 44 | Rusko Mayhem |  |

| Savonlinna 11 luglio 2015 | Rusko Mayhem | 40 – 22 | Malmi Blaze |  |

| Savonlinna 11 luglio 2015 | Malmi Blaze | 46 – 30 | Savonlinna Towers |  |

#### 7ª giornata (Torneo di Savonlinna)
| Savonlinna 18 luglio 2015, ore 13:30 | Savonlinna Towers | 20 – 18 | Milky City Farmers |  |

### Classifica
La classifica della regular season è la seguente:
- PCT = percentuale di vittorie, G = partite giocate, V = partite vinte,  P = partite perse, PF = punti fatti, PS = punti subiti

| Pos. | Squadra                  | PCT   | G | V | N | P | PF  | PS  |
| ---- | ------------------------ | ----- | - | - | - | - | --- | --- |
| 1    | Rusko Mayhem             | 1.000 | 5 | 5 | 0 | 0 | 198 | 48  |
| 2    | Malmi Blaze              | .800  | 5 | 4 | 0 | 1 | 154 | 98  |
| 3    | Helsinki Wolverines Pink | .600  | 5 | 3 | 0 | 2 | 104 | 105 |
| 4    | Joensuu Wolves           | .400  | 5 | 2 | 0 | 3 | 106 | 106 |
| 5    | Savonlinna Towers        | .200  | 5 | 1 | 0 | 4 | 110 | 200 |
| 6    | Milky City Farmers       | .000  | 5 | 0 | 0 | 5 | 45  | 160 |
| -    | Hyvinkää Falcons         | -     | - | - | - | - | -   | -   |

## Playoff

### Tabellone
|  | Semifinali | Semifinali               | Semifinali |             |    | III Äijämalja   | III Äijämalja            | III Äijämalja   |  |
|  |            |                          |            |             |    |                 |                          |                 |  |
|  | 1          | Rusko Mayhem             | 40         |             |    |                 |                          |                 |  |
|  | 1          | Rusko Mayhem             | 40         |             |    |                 |                          |                 |  |
|  | 4          | Joensuu Wolves           | 6          |             |    |                 |                          |                 |  |
|  | 4          | Joensuu Wolves           | 6          |             | 1  | Rusko Mayhem    | 34                       |                 |  |
|  |            |                          |            |             | 1  | Rusko Mayhem    | 34                       |                 |  |
|  |            |                          | 2          | Malmi Blaze | 22 |                 |                          |                 |  |
|  | 2          | Malmi Blaze              | 2          | Malmi Blaze | 22 | 44              |                          |                 |  |
|  | 2          | Malmi Blaze              |            |             |    | 44              |                          |                 |  |
|  | 3          | Helsinki Wolverines Pink | 0          |             |    | Finale 3º posto | Finale 3º posto          | Finale 3º posto |  |
|  | 3          | Helsinki Wolverines Pink | 0          |             |    |                 |                          |                 |  |
|  |            |                          |            |             |    |                 |                          |                 |  |
|  |            |                          |            |             |    | 4               | Joensuu Wolves           | 18              |  |
|  |            |                          |            |             |    | 4               | Joensuu Wolves           | 18              |  |
|  |            |                          |            |             |    | 3               | Helsinki Wolverines Pink | 28              |  |

### Semifinali
| Rusko 1º agosto 2015 | Rusko Mayhem | 40 – 6 | Joensuu Wolves |  |

| Rusko 1º agosto 2015 | Malmi Blaze | 44 – 0 | Helsinki Wolverines Pink |  |

### Finale 3º - 4º posto
| Rusko 1º agosto 2015 | Helsinki Wolverines Pink | 28 – 18 | Joensuu Wolves |  |

### III Äijämalja
| Rusko 1º agosto 2015 | Rusko Mayhem | 34 – 22 | Malmi Blaze |  |

## Verdetti
- Rusko Mayhem Vincitori dell'Äijämalja 2015